# Mesterséges intelligencia a légijármű-rendszerekben
A mesterséges intelligencia (MI, angolul AI) szerepe a repülőgép-rendszerekben egyre fontosabbá válik, mivel a technológiai fejlesztések lehetővé teszik a repülés biztonságának, hatékonyságának és kényelmének javítását. Az MI alkalmazása számos területen előfordul a repülésirányítástól az autonóm repülési rendszerekig.

## Történelmi áttekintés
A mesterséges tudat repülőgép-rendszerekben történő alkalmazása a 20. század második felében kezdődött, amikor megjelentek az első autonóm vezetési rendszerek. Az elmúlt évtizedekben a számítástechnika fejlődése lehetővé tette az egyre kifinomultabb mesterséges intelligencia alapú rendszerek kifejlesztését, amelyek ma már képesek valós idejű döntéshozatalra és adaptív tanulásra.

## Alkalmazási területek

### Autonóm repülési rendszer
Az autonóm repülési rendszerek mesterséges intelligenciát használnak a repülőgépek irányítására, emberi pilóta nélkül. Ez különösen fontos a pilóta nélküli légi járművek (UAV) és a drónok esetében, amelyek önállóan is képesek olyan feladatokat ellátni, mint a felderítés, a megfigyelés és a szállítás. Az autonóm rendszerek olyan technológiákat használnak, mint a gépi látás, a mély tanulás és a döntéshozatali algoritmusok a változó környezetekben való navigáláshoz és reagáláshoz.

### Repülésirányítás és légiforgalmi irányítás
A repülésirányításban és a légiforgalmi irányításban mesterséges intelligenciát alkalmaznak a forgalom optimalizálására és a biztonság javítására. A prediktív analitika segítségével a rendszer képes előre jelezni a légtérben előforduló lehetséges konfliktusokat, és optimális repülési útvonalat és sebességet ajánl az ütközések elkerülése érdekében.

### Repülőgép-karbantartás és -diagnosztika
Az MI-alapú rendszerek a repülőgépek karbantartásában is kulcsszerepet játszanak. A prediktív karbantartás során az algoritmusok elemzik a repülőgép-érzékelők adatait, hogy előre jelezzék az alkatrészek meghibásodását, ezáltal minimalizálva a nem tervezett állásidőt és javítva a repülés biztonságát.

### Pilótatámogatás
A modern repülőgépek pilótafülkéjében mesterséges intelligenciarendszerek segítik a pilótákat a döntéshozatalban és a munkaterhelés csökkentésében. Az intelligens asszisztens valós idejű adatokkal látja el a pilótákat, javasolja a repülési paraméterek módosítását, és segít a vészhelyzetek kezelésében.

## Technológiai kihívások
Bár a gépi intelligencia a repülőgép-rendszerekben történő alkalmazása jelentős előnyökkel jár, számos kihívással is szembesül. Ezeknek a rendszereknek a megbízhatósága és biztonsága kulcsfontosságú, különösen, ha a rossz döntések vagy előrejelzések súlyos következményekkel járhatnak. Ezenkívül az MI-rendszerek fejlesztése és integrációja nagy mennyiségű adatot és számítási teljesítményt igényel.

## Jövőbeli kilátások
A jövőben a mesterséges intelligencia szerepe a repülőgép-rendszerekben tovább növekszik, különösen az autonóm repülés és a légiforgalmi irányítás területén. A folyamatos fejlesztések révén az MI-rendszerek egyre hatékonyabbak és intelligensebbek lesznek, biztonságosabbá és hatékonyabbá téve a légi közlekedést.